# رباح یوسف
رباح یوسف (انگلیسی: Rabah Yousif؛ زادهٔ ۱۱ دسامبر ۱۹۸۶) یک دونده اهل سودان - بریتانیا است. از افتخارات وی می‌توان وی می‌توان به کسب مدال برنز دو ۴×۴۰۰ متر امدادی در ۲۰۱۵ پکن اشاره کرد.